# Échelle de Sheldon
Les échelles de Sheldon ont été mises au point en 1948, par un numismate américain, William Sheldon, lors d'une étude des « early large cents » (grandes pièces de 1 cent des premières années de la République américaine).

## Échelle des états de conservation
La première échelle hiérarchise les états de conservation des monnaies sur 70 grades notés 1 à 70. Théoriquement, une monnaie évaluée 70 a un état 70 fois meilleur qu'une monnaie évaluée 1.

## Échelle des états de rareté
La deuxième échelle hiérarchise les états de rareté des monnaies sur 8 niveaux, notés R1 à R8, en fonction des effectifs connus et recensés (aux États-Unis, lors de la mise en coque des monnaies par les services d'évaluation comme PCGS ou NGC).
L'appréciation de l'abondance d'une monnaie aux niveaux R1 à R3 est laissée au libre arbitre du numismate. On peut néanmoins réserver le niveau R3 aux millésimes dont les effectifs peuvent être estimés dans les centaines, c'est-à-dire entre 200 (haut de R4) et 1 000 exemplaires connus. Le niveau R2 peut être réservé aux monnaies dont les effectifs se comptent dans les milliers (entre 1 000 et 10 000). Le niveau R1 concernant les monnaies à effectifs abondants (supérieurs à 10 000 exemplaires).
L'utilisation des chiffres des tirages officiels comme estimateurs de la population survivante pose plusieurs problèmes :
- les chiffres annuels peuvent concerner la frappe de trois millésimes (le millésime précédent, l'actuel et le suivant) sans qu'il soit possible de faire la part. Dès lors, le tirage de l'année en cours peut être surestimé ;
- les monnaies peuvent avoir été refondues dans des proportions très larges, parfois avant même d'avoir été mises en circulation ;
- les variétés liées à l'utilisation de matrices de coins différentes ou à des incidents de production (cassures de coins) ne sont pas toujours notées dans les registres officiels ;
- les registres officiels peuvent avoir disparu et les chiffres de tirages officiels n'être donc pas connus.

| Indice | État de rareté    | Effectifs connus |
| ------ | ----------------- | ---------------- |
| R-1    | Courante          |                  |
| R-2    | Assez courante    |                  |
| R-3    | Peu courante      |                  |
| R-4    | Très peu courante | 76-200           |
| R-5    | Rare              | 31-75            |
| R-6    | Très Rare         | 13-30            |
| R-7    | Extrêmement Rare  | 4-12             |
| R-8    | Rareté insigne    | 1-3              |